# Mortagonovo
Mortagonovo (Bulgaars: Мортагоново) is een dorp in het noordoosten van Bulgarije, gelegen in de gemeente Razgrad in oblast Razgrad. Het dorp ligt hemelsbreed ongeveer 10 km ten oosten van de stad Razgrad en 284 km ten noordoosten van de hoofdstad Sofia. 

## Bevolking
Het dorp Mortagonovo had bij een schatting van 2021 een inwoneraantal van 922 personen. Dit waren 104 mensen (-10,1%) minder dan 1026 inwoners bij de officiële census van februari 2011. De gemiddelde jaarlijkse groei in die periode komt daarmee uit op -1,5%, hetgeen lager is dan het landelijk jaarlijks gemiddelde over deze periode (-0,63%). Het recordaantal inwoners werd bereikt in 1965, toen er 1.970 personen in het dorp werden geregistreerd. 
- 1934 1937
Koninkrijk Bulgarije
- 1946 1842
Volksrepubliek Bulgarije
- 1956 1839
Volksrepubliek Bulgarije
- 1965 1970
Volksrepubliek Bulgarije
- 1975 1857
Volksrepubliek Bulgarije
- 1985 1754
Volksrepubliek Bulgarije
- 1992 1359
Republiek Bulgarije
- 2001 1167
Republiek Bulgarije
- 2011 1026
Republiek Bulgarije
- 2021 922
Republiek Bulgarije

- Koninkrijk Bulgarije
- Volksrepubliek Bulgarije
- Republiek Bulgarije

In het dorp wonen grotendeels etnische Turken. In de optionele volkstelling van 2011 identificeerden 885 van de 974 ondervraagden zichzelf met de Turkse etniciteit - bijna 91% van de bevolking. De overige inwoners waren vooral etnische Bulgaren.
| Etnische samenstelling van de respondenten (2011) | Etnische samenstelling van de respondenten (2011) | Etnische samenstelling van de respondenten (2011) | Etnische samenstelling van de respondenten (2011) | Etnische samenstelling van de respondenten (2011) |
| ------------------------------------------------- | ------------------------------------------------- | ------------------------------------------------- | ------------------------------------------------- | ------------------------------------------------- |
|                                                   |                                                   |                                                   |                                                   |                                                   |
| Bulgaren                                          | Bulgaren                                          |                                                   | 4,61%                                             | 4,61%                                             |
| Turken                                            | Turken                                            |                                                   | 90,68%                                            | 90,68%                                            |
| Roma                                              | Roma                                              |                                                   | 0,00%                                             | 0,00%                                             |
| Anders/Onbekend                                   | Anders/Onbekend                                   |                                                   | 4,71%                                             | 4,71%                                             |